# 周文煥
周文煥（1581年—？），字憲章，號闇然，原姓唐，陝西西安府富平縣人，民籍，明朝政治人物。

## 生平
萬曆三十一年（1603年）癸卯科陝西鄉試第五十名舉人，三十八年（1610年）中式庚戌科會試第九十二名，三甲第八十二名進士。工部观政，初授山東青州府诸城县知县，以俸赈饥，四十年山东乡试分考，四十四年行取，擬升禮部主事，本年升吏部稽勳司主事，四十五年调验封司主事，再调考功司主事，四十六年调文选司主事，升吏部验封司署員外郎、山西典试，十月调考功司署员外郎，四十七年給假回乡營葬。累升吏部考功司郎中，天启六年（1626年）五月调文选司郎中。當時魏忠賢秉政，欲提拔崔呈秀，周文煥置之不理。魏忠賢之婿阎青雷欲超选，也未成。魏忠賢大怒，周文煥稱病罷歸，憂憤而卒。

## 家族
曾祖周愛；祖父周鳳；繼祖父唐得春；父周伯濟，原姓名唐汝濟，典史，封諸城縣知縣。母趙氏（封孺人）。具慶下。兄周文榮，弟周文燿、周文熠。子周有屏（庠生）、周有翼、周有造。